# Pseudione galacanthae
Pseudione galacanthae är en kräftdjursart som beskrevs av Hansen 1897. Pseudione galacanthae ingår i släktet Pseudione och familjen Bopyridae. Inga underarter finns listade i Catalogue of Life.